# Yunior Díaz
Yunior Díaz Zayas, né le 28 avril 1987 à Sancti Spíritus, est un athlète cubain, spécialiste du décathlon.
Son meilleur score est de 8 357 points, obtenus pour la 9e place lors des Championnats du monde à Berlin le 28 août 2009.
Il remporte la médaille de bronze du saut en longueur lors des Jeux d'Amérique centrale et des Caraïbes de 2014 au Mexique.